# Мутовки (Московская область)
Мутовки — деревня в Сергиево-Посадском районе Московской области России, входит в состав городского поселения Хотьково.

## Население
| 1859 | 1890 | 1899 | 1926 | 2002 | 2006 | 2010 |
| ---- | ---- | ---- | ---- | ---- | ---- | ---- |
| 57   | ↗82  | ↘41  | ↗144 | ↘23  | ↗28  | →28  |

## География

Река Воря в Мутовках

Деревня Мутовки расположена на севере Московской области, в юго-западной части Сергиево-Посадского района, примерно в 42 км к северу от Московской кольцевой автодороги, в 13 км к юго-западу от железнодорожной станции Сергиев Посад, по правому берегу реки Вори бассейна Клязьмы.
В 8 км юго-восточнее деревни проходит Ярославское шоссе М8, в 13 км к югу — Московское малое кольцо А107, в 17 км к северу — Московское большое кольцо А108, в 27 км к западу — Дмитровское шоссе А104. В 1,5 км восточнее — линия Ярославского направления Московской железной дороги.
К деревне приписано садоводческое товарищество (СНТ). Ближайшие сельские населённые пункты — село Абрамцево, деревни Быково и Жучки, ближайший остановочный пункт — железнодорожная платформа Абрамцево.

## История
Мутовки впервые упоминаются в документах в 1586 году как пустошь. Позже деревня входила в состав поместья Якова Волынского. В 1657 году она принадлежала патриарху Никону. В 1701 году Мутовки вместе с Абрамцевом приобрела Варвара Головина.
Как и в соседних деревнях в Мутовках крестьяне издавна занимались художественной резьбой по дереву.
В «Списке населённых мест» 1862 года — владельческая деревня 1-го стана Дмитровского уезда Московской губернии по правую сторону Московско-Ярославского шоссе (из Ярославля в Москву), в 30 верстах от уездного города и 14 верстах от становой квартиры, при реке Воре, с 8 дворами и 57 жителями (28 мужчин, 29 женщин).
По данным на 1890 год — деревня Митинской волости 1-го стана Дмитровского уезда с 82 жителями.
В 1913 году — 22 двора.
По материалам Всесоюзной переписи населения 1926 года — деревня Хотьковского сельсовета Хотьковской волости Сергиевского уезда Московской губернии в 7,5 км от Ярославского шоссе и 3,2 км от станции Хотьково Северной железной дороги, проживало 144 жителя (64 мужчины, 80 женщин), насчитывалось 28 хозяйств (25 крестьянских).
С 1929 года — населённый пункт Московской области в составе:
- Митинского сельсовета Сергиево-Посадского района (1991—1994)[14],
- Митинского сельского округа Сергиево-Посадского района (1994—2006)[15],
- городского поселения Хотьково Сергиево-Посадского района (2006 — н. в.)[16][17].

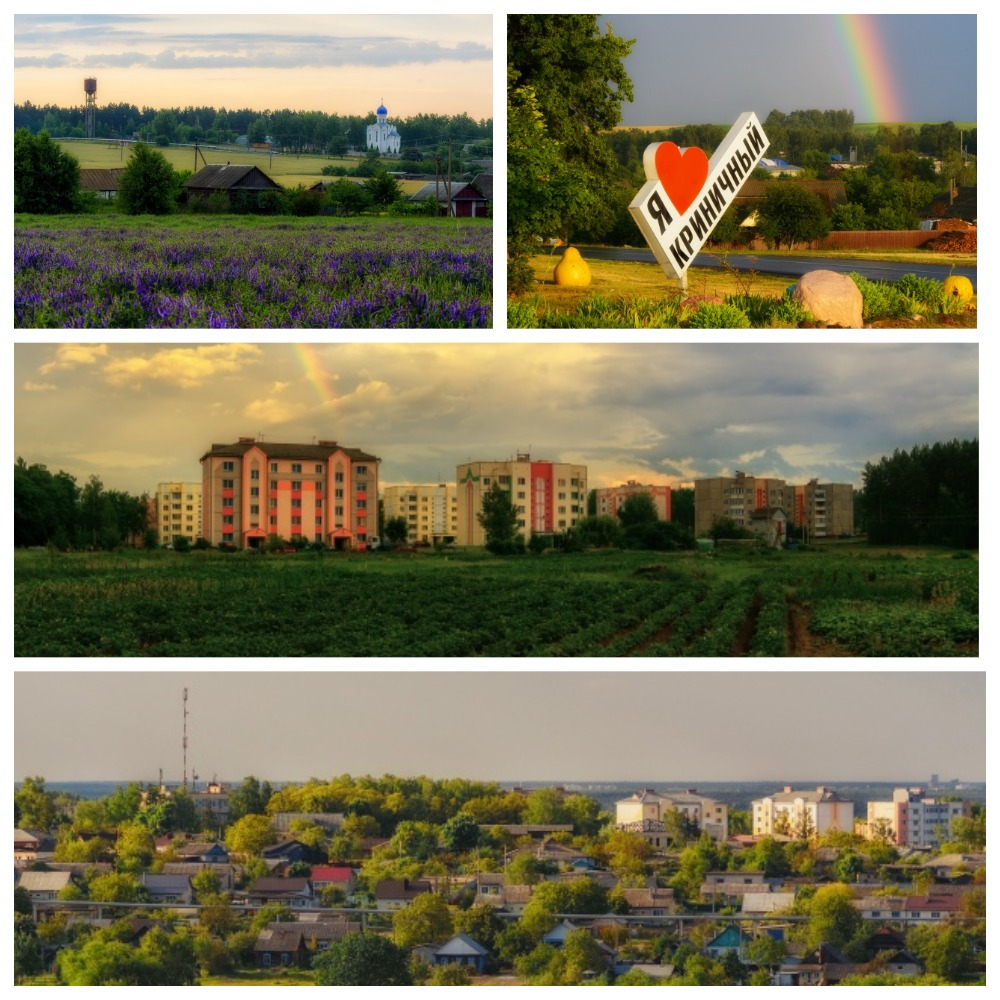
Современный вид на дом с балконом, в котором жил Б.Пастернак

Летом 1927 года в Мутовках снимал дом Борис Пастернак (с женой Евгенией Владимировной и сыном Евгением). Дом хозяина - Гаврилы Веденеева стоял на крутом откосе над рекой Ворей, откуда открывался красивый вид на реку и окрестные холмы, покрытые лесами. Здесь Пастернак написал стихотворения "Сирень", "Ландыш", "Приближение грозы" и др. Дом, конструкцией которого восхищался Б.Пастернак, сохранился и принадлежит потомкам Веденеева, в 1990 году здесь открыта мемориальная доска (автор - Юрий Веснин). Сейчас восстановлен и балкон, расположенный над обрывом..
В XX веке в живописных Мутовках часто снимали дома на лето представители московской интеллигенции. Здесь жил режиссер и сценарист Владимир Немоляев. Во время Отечественной войны в деревне жили Р. Симонов, М.Державин, Л.Целиковская, Б.Захава и другие театральные деятели. Летом 1954 года в доме №30 жил Андрей Тарковский с сестрой и мамой. Об этом вспоминает его сестра Марина в книге «Осколки зеркала». Андрей Тарковский учился здесь изобразительному искусству у художника Николая Терпсихорова. В деревне бывал также художник Виктор Звягинцев - автор картины «Дом Пастернака в Мутовках».